# Eik (plaats)
Eik is een gehucht ten noordwesten van Munsterbilzen in de Belgische gemeente Bilzen-Hoeselt.
Eik is een oud gehucht dat vanouds voornamelijk uit langgevelboerderijen bestond. Daar waar de Eikerweg, Eik en de Hoefsmidstraat samenkomen, staat de Onze-Lieve-Vrouwekapel. Hier bevond zich in de 19e eeuw een driehoekig pleintje.
Later werden ten westen van de oude kern enkele straten met huizen aangelegd en van 1932-1933 werd hier de Sint-Jozefkerk gebouwd. Het is een eenvoudig bakstenen kerkje met een ingebouwde, lage toren. Van 1932-1956 vormde Eik een zelfstandige parochie.
Tot aan de fusie van Belgische gemeenten in 1977 lag Eik op het grondgebied van twee gemeentes. Het oostelijke deel van Eik behoorde tot de voormalige gemeente Munsterbilzen terwijl het westelijke deel lag op het grondgebied van Bilzen.
In het oosten is het gehucht vergroeid met de dorpskern van Munsterbilzen en in het westen wordt Eik door spoorlijn 21C gescheiden van het Bilzerse gehucht Heesveld.

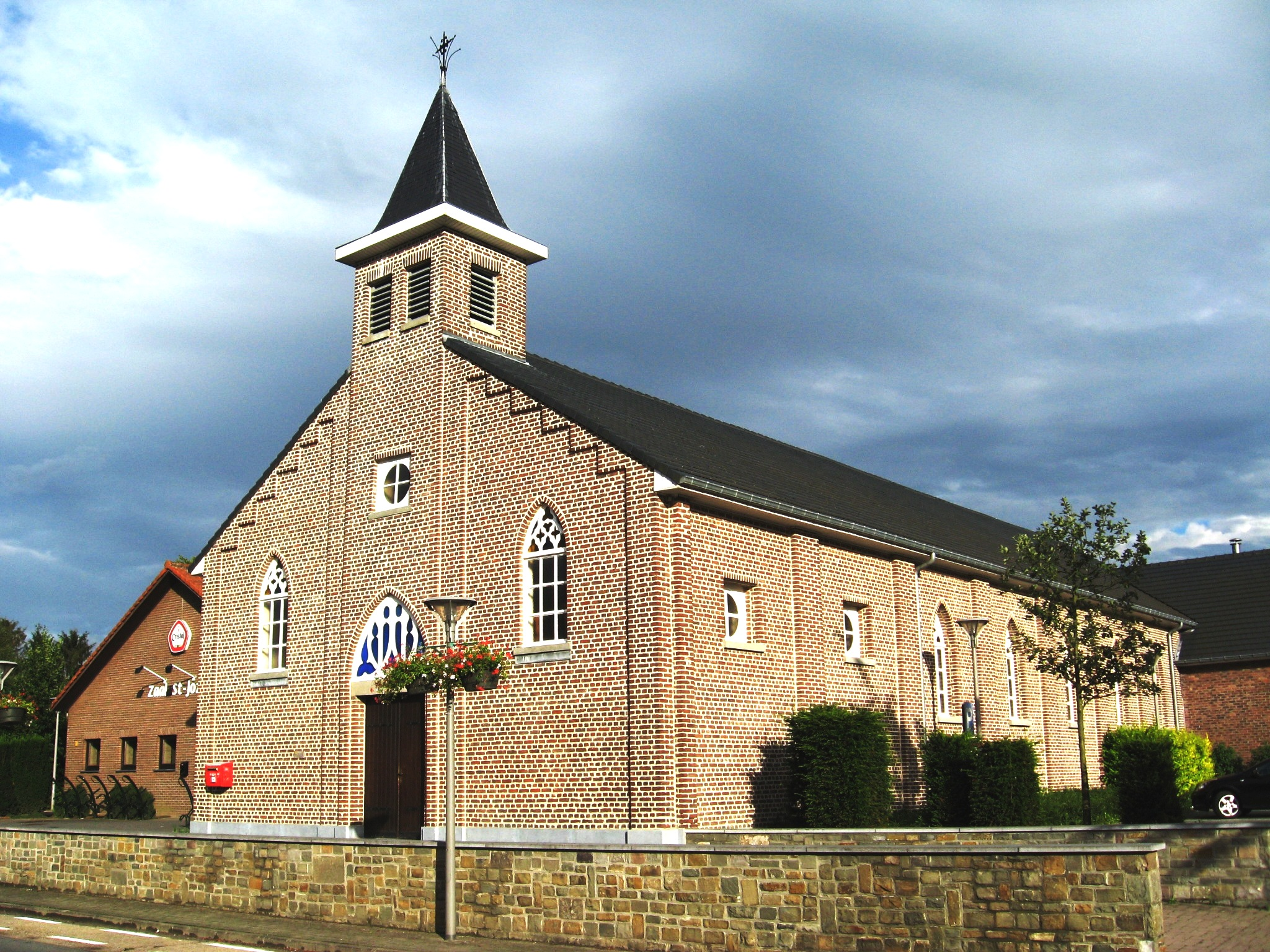
Sint-Jozefkerk